# Michał Korybut Wiśniowiecki
Michał Korybut Wiśniowiecki, född 1638 i Biały Kamień, död 10 november 1673 i Lwów, kung av Polen 1669-1673.
Michał tillhörde en litauisk adelssläkt, som ledde sitt ursprung från Vladislav II:s bror Korybut. Han härstammade även, på kvinnolinjen, från Jan Zamoyski. Hans far, Jeremi Wiśniowiecki, var vojvod och hade deltagit i kosackkrigen. Då efter Johan II Kasimirs tronavsägelse (1668) en fransk tronkandidat stod mot en österrikisk, greps den väljande adeln av en plötslig nationalistisk strömning; valet av en " piast" blev på fullt allvar dess lösen, och Michał, som varken var en avundad magnat eller en känd partiman, blev helt oväntat korad. Han kröntes i Kraków den 29 september 1669 och förmälde sig kort därefter med kejsar Leopold I:s syster Eleonora. 
Michałs ställning i det inre blev svår på grund av de fortsatta franska intrigerna och hetmanen Johan Sobieskis tvetydiga hållning; under partigrälet vid riksdagarna försummades landets försvar, och planer smiddes att detronisera Michał. Förvecklingarna i Ukraina och ur dessa härflytande krig med tatarer och turkar ökade situationens svårigheter, som Michał ingalunda var mannen att övervinna. Han slöt med den segrande sultanen Muhammed IV en neslig fred (1673), men Sobieski förmådde riksdagen att neka sin bekräftelse av densamma och återställde den polska vapenäran genom den lysande segern vid Chotin. Dagen före slaget hade Michał avlidit.